# Мирный (аэропорт)
Ми́рный (ИАТА: MJZ, ИКАО: UERR) — аэропорт в городе Мирном в Якутии. Расположен к востоку от основной жилой застройки рядом с карьером и наземными сооружениями кимберлитовой трубки «Мир».
Обеспечивает ряд региональных рейсов, а также внутренние прямые рейсы в Иркутск, Красноярск, Новосибирск и Москву. Является запасным аэропортом на трансконтинентальных маршрутах и из Северной Америки в Азию, выполняемых в соответствии с международным стандартом ETOPS. В экстренных ситуациях аэропорт может принять такие лайнеры, как Airbus A300, Boeing 757, Boeing 767 и др.
Функции оператора аэропорта Мирный исполняет Мирнинское авиационное предприятие, которое является структурным подразделением Акционерной компании «АЛРОСА» (ПАО).

## История

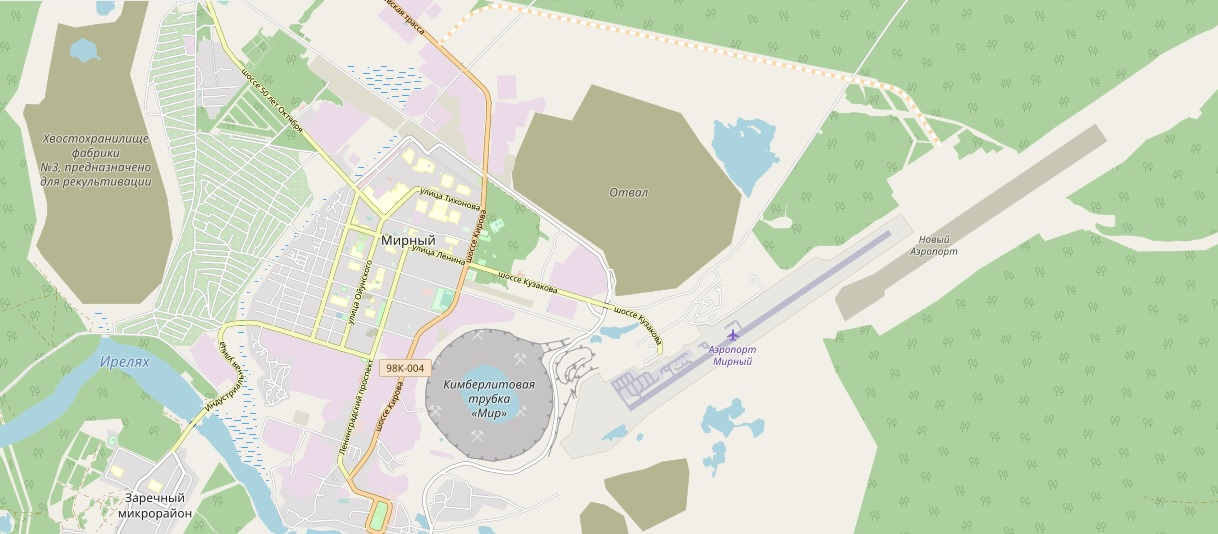
Расположение аэропорта в 2022 году (к востоку от карьера «Мир» в непосредственном близости от его борта). Отмечены строящиеся взлётно-посадочная полоса и автомобильная дорога к новому пассажирскому терминалу.

Способный принимать Ан-2 аэродром в Мирном был сдан в эксплуатацию 17 июля 1957 года. 12 апреля 1971 года в связи с поставленными перед авиацией масштабными задачами по удовлетворению авиационных перевозок для стремительно развивающейся алмазной промышленности Нюрбинский объединённый авиаотряд приказом Министра гражданской авиации № 17 был переименован в Мирнинский. В том же году было принято решение о строительстве в Мирном аэропорта. В 1976 году в эксплуатацию было введено новое здание аэровокзала. В декабре 2023 года планируется ввести в эксплуатацию новый аэропортовый комплекс, который будет располагаться в 3 км к северо-востоку от действующего терминала. В рамках проекта будут построены искусственная взлетно-посадочная полоса длиной 2,8 км, рулёжные дорожки, перрон, к аэропорту будут проложены новая автомобильная дорога, линии электропередачи и внешних сетей теплоснабжения.
С 01 января 2013 года Мирнинское авиационное предприятие было реорганизовано. Из его состава был выделен лётно-технический комплекс и на его базе создано новое предприятие — АО «Авиакомпания АЛРОСА». В результате проведённой реорганизации произошло разделение основных видов авиационной деятельности, так Мирнинское авиационное предприятие осуществляет только аэропортовое и наземное обслуживание воздушных судов, а АО «Авиакомпания АЛРОСА» — воздушную перевозку пассажиров, багажа, почты и грузов.

## Принимаемые типыВС
Ил-76, Ил-62 (с ограничениями по массе), Ту-154, Ту-204, Ту-214, Airbus A319, Airbus A320, Boeing 737, Sukhoi Superjet 100 и все более лёгкие, вертолёты всех типов. Классификационное число ВПП (PCN) 45/R/A/W/T .

## Показатели деятельности
| год             | 2014  | 2015  | 2016  | 2017  | 2018  | 2019  | 2020  | 2021  |
| тыс. пассажиров | 234,2 | 239,1 | 291,4 | 329,4 | 342,2 | 363,5 | 228,9 | 269,4 |